# کندال (واشینگتن)
کندال (به انگلیسی: Kendall) یک منطقهٔ مسکونی در ایالات متحده آمریکا است که در شهرستان واتکام، واشینگتن واقع شده‌است. کندال ۲٫۲ کیلومتر مربع مساحت و ۱۹۱ نفر جمعیت دارد و ۱۳۵ متر بالاتر از سطح دریا واقع شده‌است.